# Louis Eggen

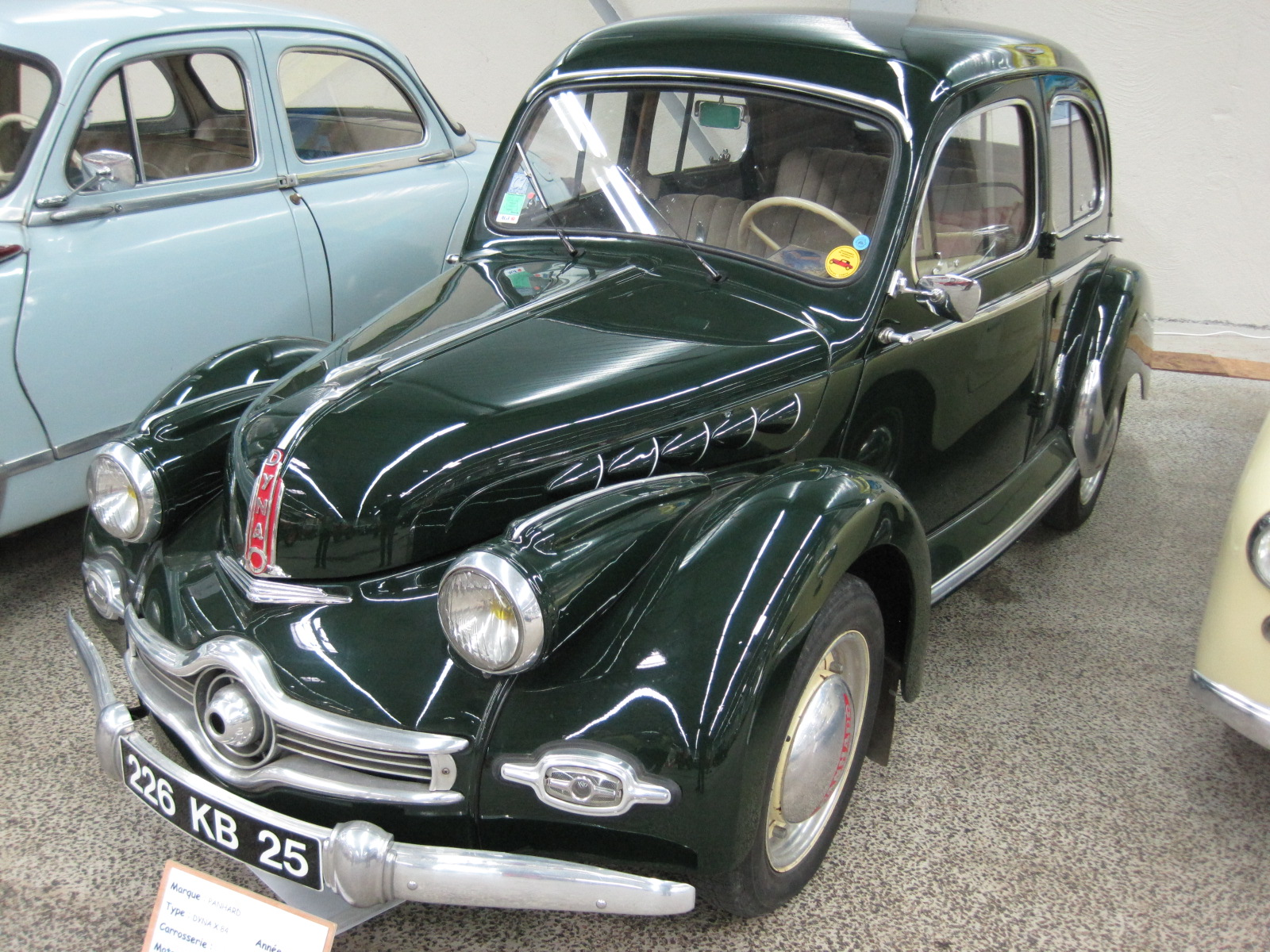
Auf einem straßentauglichen Panhard Dyna X84 bestritt Louis Eggen das 24-Stunden-Rennen von Le Mans 1950

Georges Louis Therese Auguste Jose Ghislain Eggen (* 3. März 1917 in Verviers; † 14. August 1982 in Lüttich) war ein belgischer Autorennfahrer.

## Karriere als Rennfahrer
Louis Eggen war in den 1930er-Jahren bei einigen 24-Stunden-Rennen von Spa-Francorchamps gemeldet. Bei drei Rennstarts konnte er sich nie klassieren. Nach dem Ende des Zweiten Weltkriegs ging er viermal beim 24-Stunden-Rennen von Le Mans an den Start. Beste Platzierung war der 29. Gesamtrang mit François-Joseph Escalle 1950 in einem Panhard Dyna X84.

## Statistik

### Le-Mans-Ergebnisse
| Jahr | Team        | Fahrzeug         | Teamkollege             | Platzierung     | Ausfallgrund |
| ---- | ----------- | ---------------- | ----------------------- | --------------- | ------------ |
| 1949 | Louis Eggen | Alvis TA 14      | Egon Kraft de la Saulx  | Ausfall         | Lagerschaden |
| 1950 | Louis Eggen | Panhard Dyna X84 | François-Joseph Escalle | Rang 29         |              |
| 1951 | Louis Eggen | DB               | André Beaulieux         | Disqualifiziert |              |